# Иванов, Сергей Сергеевич (тайный советник)
Сергей Сергеевич Иванов (1820—1893) — помощник попечителя Московского учебного округа, тайный советник.

## Биография
В 1842 году окончил Императорский Московский университет со степенью кандидата. В 1852 году получил звание камер-юнкера.
В 1860 году коллежский советник Сергей Сергеевич Иванов был избран Сычевским уездным предводителем дворянства. Смоленским губернским предводителем дворянства он был с 31 декабря 1865 года до назначения его 10 декабря 1871 года Орловским гражданским губернатором. Орловской губернией он руководил до 8 июля 1874 года. С 31 марта 1868 года он имел чин действительного статского советника.
С 8 мая 1869 года он был причислен к ведомству министерства народного просвещения и 8 июля 1874 года назначен помощником попечителя Московского учебного округа, которым был в то время князь Николай Петрович Мещерский; в октябре 1875 года произведён в тайные советники.
Умер в 1893 году.

## Сельскохозяйственная деятельность С. С. Иванова
В 1852 году у коллежского асессора С. С. Иванова значилось 257 десятин земли в Сычёвском уезде; в 1890 году за тайным советником С. С. Ивановым в уезде числилось уже 1778 десятин земли. В числе его владений было имение Тесово (Баскаковской волости), приобретённое им в 1860—1870-е годы.
Будучи председателем Смоленского общества сельского хозяйства, С. С. Иванов проявил себя как профессиональный агроном. Одним из первых помещиков он начал сеять в своём хозяйстве лён. Поставив перед собой задачу сделать животноводство доходной отраслью, в своём имении Тесово он проводил опыты выращивания кормовых культур. Много работал над выбором культур, наиболее пригодных для данной местности. Испытал более 50 кормовых растений (лисохвост, гребенник, ежа сборная, французский райграс, остер безостый, турнепс, эспарцет, люцерна и др.), которые высевал сначала на малых площадях (отдельными грядками), потом переносил в поле. В 1882 году он начал опыты посева и силосования кукурузы, которые дали малоутешительные результаты: кукуруза хорошо росла на огородной земле, давала обильный урожай зелёной массы, но была «низкою и слабосильною» в поле, а в некоторые годы приобретённые семена не давали даже всходов. В результате своих экспериментов он пришёл к выводу, что на смоленских землях рациональнее всего сеять клевер. Результаты своих опытов он сообщал в статьях: Опыты разведения некоторых еще мало распространенных кормовых трав Смоленской губернии // Сельское хозяйство и лесоводство. — 1884, апрель; О разведении и силосовании кукурузы // Отчёт Смоленского общества сельского хозяйства за 1883 г. — Смоленск, 1884; Посевы кукурузы для силосования // Отчёт Смоленского общества сельского хозяйства за 1885 г. — Смоленск, 1886.
Еще до отмены крепостного права Иванов применял труд вольнонаемных работников. В 1870 году открыл в селе медицинский пункт. Позднее для больницы предложил свой двухэтажный каменный дом. В конце XIX века, когда владелицей Тесова стала Мария Сергеевна Тимофеева (дочь С. С. Иванова) в центре села была построена двухклассная «министерская», то есть казённая школа. Примерно в это же время начала действовать почта, а в 1914 году появился телефон, связавший село с Сычёвкой. В 1908 году в Тесове было открыто городское училище, в которое, в отличие от учащихся церковно-приходской школы, выпускников «министерской» школы принимали без экзаменов. Тесовскую больницу до сих пор местные жители называют Наталинской — в память о её рано умершей дочери Натальи, похороненной в родовом склепе в Тесове.

## Награды
- орден Св. Анны 2-й ст. с императорской короной (1865)[4]
- орден Св. Владимира 3-й ст. (1869)
- орден Св. Станислава 1-й ст. (1869)
- орден Св. Анны 1-й ст. (1873)

В его честь была названа станция Серго-Ивановское Александровской железной дороги.